# Aleksander Bjelčevič
Aleksander (Aleš) Bjelčevič, slovenski literarni zgodovinar in verzolog, alpinist * 5. oktober 1962, Ljubljana.

## Življenje in delo
Bjelčevič je na Filozofski fakulteti v Ljubljani leta 1989 diplomiral iz slovenščine in filozofije. Tam je leta 1993 magistriral (Stritarjev esej), leta 1998 pa doktoriral s tezo Kettejev, Murnov in Župančičev verz. Od leta 1999 je na Oddelku za slovanske jezike in književnosti docent za slovensko književnost. Od leta 2004 do 2006 je bil predstojnik Oddelka za slovenistiko na ljubljanski filozofski fakulteti. Bil je slovenski koordinator mednarodnega projekta European Literature Heritage in Context II, predsednik organizacijskega odbora konference o Janezu Trdini Zastavil sem svoje življenje, predsednik simpozija o Primožu Trubarju Obdobja 27 Arhivirano 2011-06-04 na Wayback Machine. in stalni član Mednarodne komisije za primerjalno slovansko metriko v Varšavi.
Ukvarja se z zgodovino slovenskega verza in njegovim evropskim kontekstom od cerkvene pesmi srednjega veka do sodobnega svobodnega verza, s starejšo slovensko književnostjo ter filozofijo književnosti (problemi interpretecije, fikcije, etike, kategorizacije). Na Oddelku za slovenistiko ljubljanske Filozofske fakultete predava starejšo in novejšo slovensko književnost.

## Izbrana bibliografija
- Slovenski svobodni verz do sredine 30-ih let 20. stoletja. Słowiańska metryka porównawcza. 7, Wiersz wolny: geneza i ewoljucja do roku 1939 (1998). (COBISS)
- Verz slovenske moderne: silabotonizem in tonizem. Slavistična revija (1996). (COBISS)
- Svobodni verz. 1, Svobodni verz ni niti iregularni silabotonični, niti naglasni verz. Jezik in slovstvo (1997/98). Arhivirano 2013-10-19 na Wayback Machine. (COBISS)
- Svobodni verz. 2, Lastnosti sistema. Jezik in slovstvo (1998/99). Arhivirano 2013-10-19 na Wayback Machine. (COBISS)
- Faksimile treh Trubarjevih katekizmov: (zgodovina katekizmov, teološka vsebina, katekizem v pesmih, nacionalna cerkev). Slavistična revija (2003). (COBISS)
- Prešernove tradicionalne verzno-kitične oblike. F. Prešeren – A. S. Puškin: (ob 200-letnici njunega rojstva) = (k 200-letiju ih roždenija) (Razprave Filozofske fakultete) (2001). (COBISS)
- The caesura in Slovene and Serbo-Croatian verse. Meter, rhythm and performance: Proceedings of the International conference on meter, rhythm and performance (2002).  (COBISS)
- Vagantska kitica in njene izpeljave od 16. do 19. stoletja. Historizem v raziskovanju slovenskega jezika, literature in kulture: ob 80-letnici Oddelka za slovanske jezike in književnosti Filozofske fakultete Univerze v Ljubljani, (Obdobja 18) (2002). (COBISS)
- Verz in kitica v popularni glasbi od srednjega veka do metala, punka in rapa. Moderno v slovenskem jeziku, literaturi in kulturi: zbornik predavanj (2004). (COBISS)
- Kratki verz slovenskih pesmi od 15. do 18. stoletja. Słowiańska metryka porównawcza. 8, Krótkie rozmiary wierszowe (2004). (COBISS)